# Mörtö-Bunsön

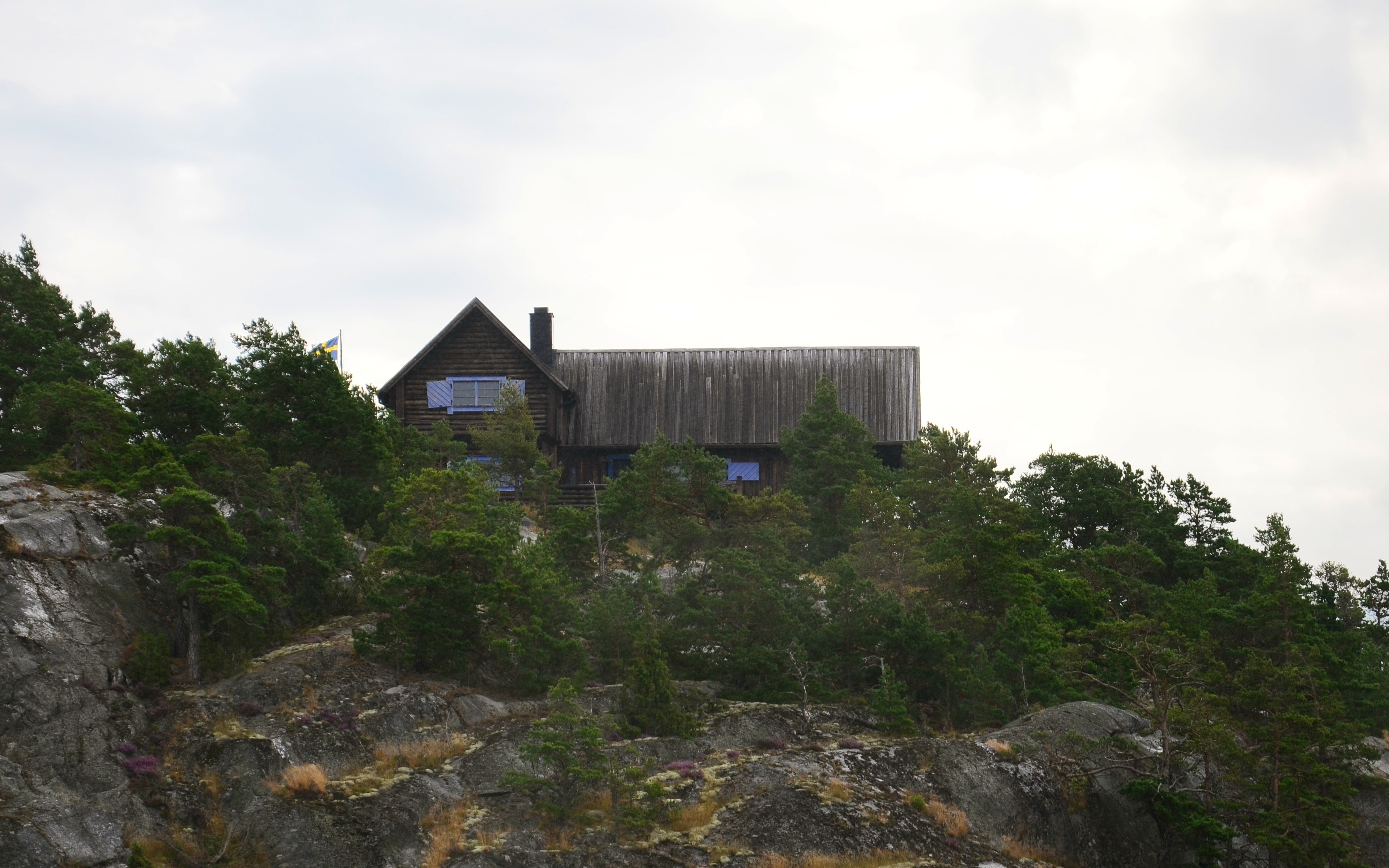
Jaktstugan sedd från nordväst.

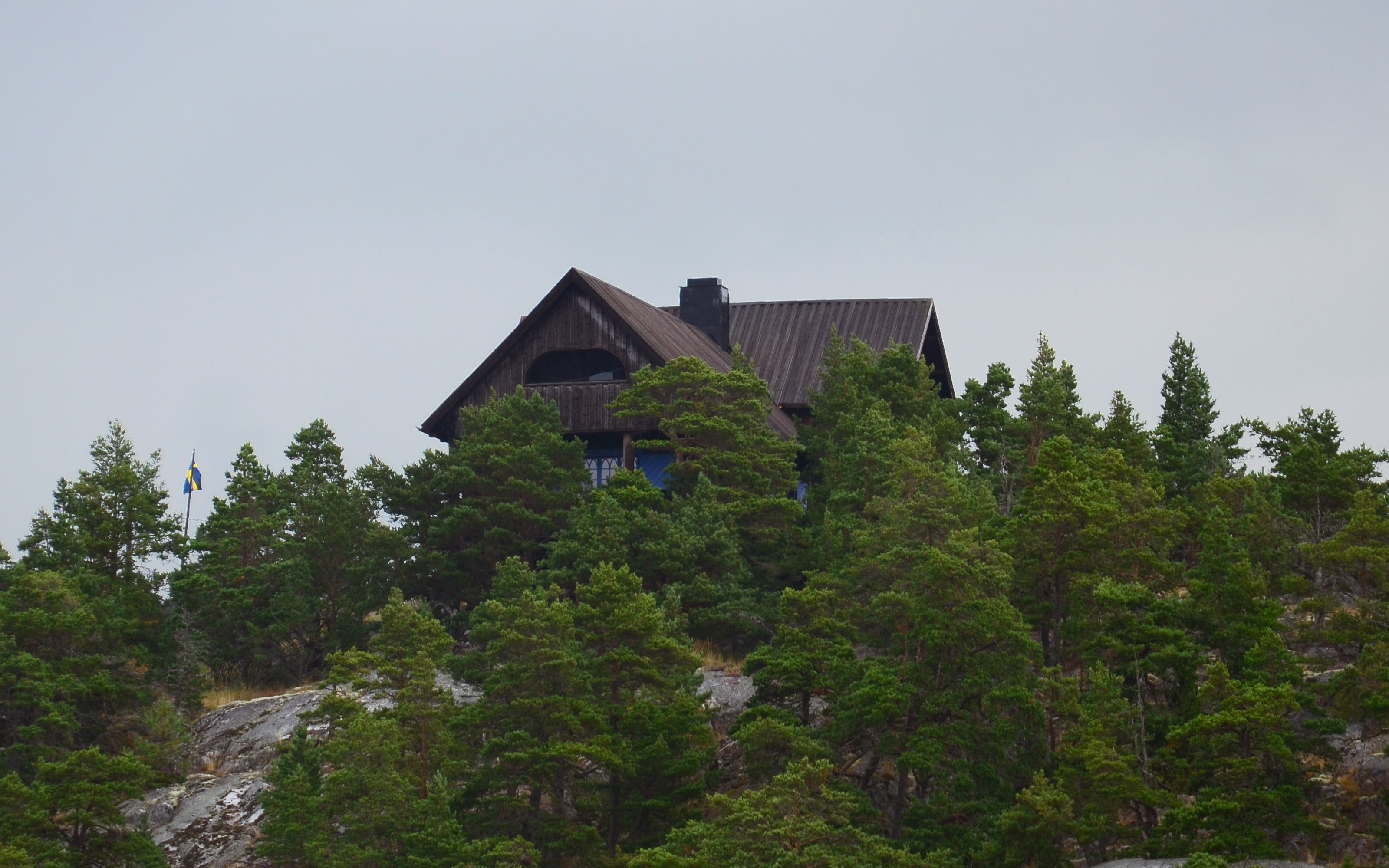
Jaktstugan sedd från söder.

Mörtö-Bunsön är en 2 kilometer lång ö i Värmdö kommun 5 sjömil öster om Dalarö. Norra delen av ön ingår i Mörtö-Bunsö naturreservat och den norra viken är en känd naturhamn.

## Historia
Mörtö-Bunsön har fått sitt namn av att den tidigare tillhörde bönderna på Mörtö. Söder om ön, på andra sidan Bunsösund, ligger Kymmendö-Bunsön som tillhörde bönderna på Kymmendö. Ön benämns i bestämd form medan den gamla gården på södra delen av ön benämns Mörtö-Bunsö.
År 1905 lät den finlandssvenske häradshövdingen Georg Otto Segerstråle uppföra en pampig villa i nationalromantisk stil på ön. Häradshövdingen avled 1914 och ön köptes av advokaten Wilhelm Hedberg. Hedberg var socialist och hade täta kontakter med upprorsrörelsen i Ryssland. Bland annat hjälpte han till att arrangera Vladimir Lenins resa från Schweiz till Sankt Petersburg (se Lenins tågresa). Lenin besökte aldrig Mörtö-Bunsön, men Aleksandra Kollontaj med flera var flitiga gäster på ön vilket gav huset öknamnet Ryssvillan.
År 1928 såldes ön till bankdirektören och auktionsfirman Bukowskis dåvarande ägare Martin Aronowitsch. Idag ägs och förvaltas ön av Martins dotter Harriet Meyerson och hennes make.

## Jaktstugan
Huset som Segerstråle lät uppföra är ett välkänt landmärke i Stockholms skärgård. Det är byggt på öns södra udde som är mycket höglänt, husgrunden ligger 39 m ö.h. Villan är byggd i två våningar och är synlig från stora delar av Stockholms södra skärgård.